# Jor (woreda)
Pour les articles homonymes, voir Jor.
Jor est un woreda de la zone Anuak de la région Gambela, en Éthiopie.
Il compte 9 366 habitants au recensement de 2007.

## Situation
Situé à l'ouest de la zone Anuak, le woreda Jor est limitrophe du Soudan du Sud et de la zone Nuer.
Le parc national de Gambela englobe l'ouest et le nord-est du woreda[réf. souhaitée].
|             | (zone Nuer)     |           |
| (zone Nuer) | Jor             | Abobo Gog |
|             | (Soudan du Sud) |           |

La principale agglomération du woreda s'appelle Shintawa, Shentewa, Scentoa ou Shentawa.
Elle se trouve une quarantaine de kilomètres au nord-ouest du chef-lieu du woreda Gog, Pinyudo, et quelques kilomètres au nord du Gilo.

## Histoire
Comme la majeure partie de la zone Anuak, le territoire du woreda se trouvait au XXe siècle dans l'awraja Gambela de la province Illubabor dissoute en 1995.

## Démographie
Au recensement de 2007, le woreda Jor compte 9 366 habitants et 7 % de sa population est urbaine.
La majorité des habitants (76 %) sont protestants,  8 % sont catholiques et 8 % pratiquent les religions traditionnelles africaines, 5 % sont orthodoxes.
La population urbaine se limite aux 633 habitants de Shintawa.
Avec une superficie de 3 342 km2[réf. souhaitée], la densité de population du woreda n'atteint pas 3 personnes par km2.
En 2022, la population du woreda est estimée, par projection des taux de 2007, à 9 818 personnes.